# Municipio de Washington (condado de Harrison, Indiana)
El municipio de Washington (en inglés: Washington Township) es un municipio ubicado en el condado de Harrison en el estado estadounidense de Indiana. En el año 2010 tenía una población de 522 habitantes y una densidad poblacional de 9,56 personas por km².

## Geografía
El municipio de Washington se encuentra ubicado en las coordenadas 38°6′46″N 86°14′22″O / 38.11278, -86.23944. Según la Oficina del Censo de los Estados Unidos, el municipio tiene una superficie total de 54.62 km², de la cual 53,79 km² corresponden a tierra firme y (1,52 %) 0,83 km² es agua.

## Demografía
Según el censo de 2010, había 522 personas residiendo en el municipio de Washington. La densidad de población era de 9,56 hab./km². De los 522 habitantes, el municipio de Washington estaba compuesto por el 93,87 % blancos, el 0,38 % eran asiáticos, el 0,38 % eran isleños del Pacífico, el 2,87 % eran de otras razas y el 2,49 % eran de una mezcla de razas. Del total de la población el 3,45 % eran hispanos o latinos de cualquier raza.